# Релігія в Папуа Новій Гвінеї
Релігія в Папуа Новій Гвінеї. Держава зазвичай сприймається як християнська країна. Офіційно в державі існує свобода віросповідання. Залежно від джерела християнами є від 67 до 96 % населення, а інші належать до місцевих релігій і культу карго.
У 21.08.2020 Національна виконавча рада схвалила пропозицію офіційно проголосити Папуа-Нову Гвінею (ПНГ) християнською країною. Це тепер закріплено в Конституції країни.
Офіційно більш як 70 % населення — християни: католики — 27 %, лютерани — 19,5 %, об'єднана церква (англ. United Church in Papua New Guinea and the Solomon Islands) — 11,5 %, адвентисти — 10 %, п'ятидесятники — 8,6 %, євангелісти — 5,2 %, англікани — 3,2 %, баптисти — 2,5 %, інші протестанти — 8,9 %; багаїсти — 0,3 %, аборигенні та інші вірування — 3,3 % (за переписом 2000 року). На практиці більшість населення, особливо в центральних районах, як і раніше, дотримується традиційних анімістичних вірувань.